# 박찬욱 (1954년)
박찬욱(朴贊郁, 1954년 ~ )은 대한민국의 교수이자 정치학자이며, 현재 서울대학교 사회과학대학 정치외교학부 교수이다. 강원도 춘천 출신이다.

## 학력
- 경동고등학교[1]
- 서울대학교 정치학 학사
- 서울대학교 대학원 정치학과 석사(1978년)
- 아이오와 대학교 대학원 정치학 박사(1987년)

## 주요 경력
학내
- 1990년 1월 ~ 1994년 3월 : 서울대학교 사회과학대학 정치학과 조교수
- 1990년 4월 ~ 1999년 3월 : 서울대학교 사회과학대학 정치학과 부교수
- 1995년 2월 ~ 1996년 3월 : 서울대학교 사회과학대학 학생담당 부학장
- 1998년 7월 ~ 2000년 7월 : 서울대학교 사회과학대학 정치학과 학과장
- 1999년 4월 : 서울대학교 사회과학대학 정치외교학부 정치학 전공 교수
- 2001년 4월 ~ 2003년 3월 : 서울대학교 미국학연구소 소장
- 2002년 9월 ~ 2004년 8월 : 서울대학교 교수협의회 이사
- 2004년 3월 ~ 2008년 5월 : 서울대학교 사회과학대학 한국정치연구소 소장
- 2004년 11월 ~ 2007년 10월 : 서울대학교 평의원회 의원, 재정위원회 간사
- 2006년 7월 ~ 2013년 8월 : 서울대학교 근대 탈근대 중첩의 정치학 패러다임 사업단 단장
- 2006년 9월 ~ 2007년 3월 : 서울대학교 장기발전계획위원회 법인화분과 위원장
- 2007년 8월 ~ 2009년 8월 : 서울대학교 사회과학대학 정치학과 학과장
- 2008년 10월 ~ 2010년 12월 : 서울대학교법인화 추진위원회 분과위원장
- 2014년 3월 ~ 2016년 3월 : 서울대학교 사회과학대학 학장
- 2016년 4월 ~ 2016년 7월 : 서울대학교 사회과학대학 정치외교학부 학부장
- 2016년 7월 ~ 2019년 1월 : 서울대학교 교육부총장 겸 대학원장
- 2018년 7월 ~ 2019년 1월 : 서울대학교 총장 직무대행
- 서울대학교 사회과학대학 정치외교학부 정치학전공 명예교수

학회 경력
- 2002년 1월 ~ 2002년 12월 : 한국정치학회 총무이사
- 2002년 1월 ~ 2009년 12월 : 한국정치정보학회 부회장
- 2003년 1월 ~ 2003년 12월 : 한국조사연구학회 부회장
- 2003년 1월 ~ 2003년 12월 : 한국국제정치학회 이사
- 2003년 1월 ~ 2003년 12월 : 한국정치학회 상임이사
- 2003년 6월 ~ 2007년 6월 : 한국선거학회 부회장
- 2004년 1월 ~ 2004년 12월 : 21세기정치학회 부회장
- 2004년 1월 ~ 2005년 12월 : 한국정당학회 부회장
- 2004년 1월 ~ 2006년 12월 : 한국동북아학회 부회장
- 2006년 1월 ~ 2006년 12월 : 한국정치학회 부회장
- 2007년 7월 ~ 현재 : 한국선거학회 고문
- 2008년 1월 ~ 2008년 12월 : 한국세계지역학회 부회장
- 2010년 1월 ~ 현재 : 한국정치정보학회 고문
- 2010년 12월 ~ 2011년 12월 : 한국정치학회 학회장
- 2012년 1월 ~ 현재 : 한국정치학회 고문
- 2014년 7월 ~ 2018년 7월 : 세계정치학회 집행위원
- 2016년 7월 ~ 2018년 7월 : 세계정치학회 부회장

국제 연구
- 1997년 9월 ~ 1998년 8월 : 듀크 대학교 초빙교수
- 2007년 1월 : 와세다 대학 정치경제대학원 초빙교수

국회
- 2005년 2월 ~ 2005년 5월 : 국회의장자문 국회지원조직개선기획위원회 위원장
- 2007년 2월 ~ 2009년 2월 : 국회 법제실 입법지원위원
- 2007년 3월 ~ 2008년 5월 : 국회사무처 국회60년사 집필위원
- 2008년 4월 ~ 2009년 12월 : 국회의장자문 국회운영제도개선자문위원회 간사위원
- 2008년 7월 ~ 2010년 9월 : 국회 미래한국헌법연구회 자문위원
- 2009년 5월 ~ 2013년 1월 : 국회입법조사처 자문위원
- 2016년 1월 ~ 2016년 3월 : 국회 우수입법선정위원회 위원장

중앙선거관리위원회
- 2008년 1월 ~ 2013년 1월 : 중앙선거관리위원회 선거사·정당사·선거관리위원회사편찬위원회 위원
- 2012년 9월 ~ 현재 : 중앙선거관리위원회 선거연수원 민주시민교육자문위원회 위원
- 2014년 4월 ~ 현재 : 중앙선거관리위원회 선거자문위원회 위원

그 외
- 1997년 5월 ~ 2003년 4월 : 미래인력연구원 원장
- 1998년 7월 ~ 2001년 3월 : 대통령자문 정책기획위원회 위원
- 2003년 10월 ~ 2016년 7월 : 조선일보 미디어연구소 이사
- 2004년 6월 ~ 2012년 6월 : 아시아정치학연구협의회 사무총장
- 2006년 5월 ~ 2010년 5월 : 감사원 자문위원
- 2007년 1월 ~ 2013년 1월 : 한국행정연구원 연구자문위원
- 2008년 4월 ~ 2010년 4월 : 한국의회발전연구회 상임이사
- 2010년 10월 ~ 2012년 10월 : 헌법재판소 자문위원
- 2011년 7월 ~ 2013년 6월 : 김창준 미래한미재단 이사
- 2012년 1월 ~ 2015년 12월 : 국가보훈처 독립유공자공적심사위원회 위원
- 2012년 1월 ~ 2017년 12월 : 한국사회과학협의회 부회장
- 2012년 7월 ~ 현재 : 해위윤보선대통령기념사업회 해위학술연구원 운영위원
- 2013년 11월 ~ 2015년 11월 : 국민대통합위원회 갈등관리포럼 위원
- 2013년 11월 ~ 2016년 7월 : 한국정책재단 이사
- 2014년 2월 ~ 2015년 12월 : 경제인문사회연구회 인문정책연구심의위원회 위원
- 2018년 1월 : 한국사회과학협의회 회장
- 2018년 7월 : 국무총리실 공직인사혁신위원회 민간위원장

## 저서
- 《미래 한국의 정치적 리더십》(미래인력연구센타, 1997년) ISBN 9788987049045
- 《미국의 정치개혁과 민주주의》(오름, 2004년) ISBN 9788977782136
- 《21세기 미국의 거버넌스》(서울대학교출판부, 2004년) ISBN 9788952104885
- 《민주정치와 균형외교: 역동적 균형과 한국의 미래 1》(나남, 2006년) ISBN 9788930081627
- 《제17대 대통령선거를 분석한다》(생각의나무, 2008년) ISBN 9788984988316
- 《광장에서 길을 묻다: 이해찬과 진보지성 23인의 대화》(동녘, 2011년) ISBN 9788972976448
- 《한국 유권자의 선택 1: 2012 총선》(아산정책연구원, 2012년) ISBN 9788997046454
- 《한국 유권자의 선택 2: 18대 대선》(아산정책연구원, 2013년) ISBN 9791155700037
- 《2012년 대통령선거 분석 - 서울대학교 한국정치연구소 한국정치연구총서 9》(나남출판, 2013년) ISBN 9788930086929